# فالكيريا كرونكلس 4
فالكيريا كرونكلس 4 (بالإنجليزية: Valkyria Chronicles 4)‏، هي لعبة فيديو التي أنتجها وطورها ونشرها شركة سيجا اليابانية، صدرت في الأسواق اليابانية سنة 2018، والتي تعمل لمنصات بلاي ستيشن 4 ونينتندو سويتش وإكس بوكس ون، حيث سيتم إصدار اللعبة في الأسواق العالمية بوقت لاحق، وهي الجزء الرابع من سلسلة فالكيريا كرونكلس.

## روابط خارجية
- فالكيريا كرونكلس 4 على موقع IMDb (الإنجليزية)

## الموقع الخارجي
الموقع الرسمي
 (بالإنجليزية)